# Fredrik Norrena
Fredrik Jan Elis Norrena (ur. 29 listopada 1973 w Pietarsaari) – fiński hokeista, reprezentant Finlandii, olimpijczyk.

## Kariera
- IFK Lepplax (1989-1992)
- TPS (1992-1996)
  -  Kiekko-67 (1994, 1995, 1996)
- AIK (1997)
- Lukko (1997-1998)
- TPS (1998-2002)
  -  TuTo (2000)
- Frölunda (2002-2003)
- Linköping (2003-2006)
- Columbus Blue Jackets (2006-2009)
- Ak Bars Kazań (2009)
- Linköping (2009-2012)
- Växjö Lakers (2012-2013)
- TPS (2013-2014)

Wychowanek klubu IFK Lepplax. Od maja 2012 do kwietnia 2013 zawodnik Växjö Lakers. W kwietniu 2013 pierwotnie poinformował o tym, że zakończył karierę zawodniczą i został trenerem bramkarzy w klubie TPS. W czerwcu podpisał kontrakt na dalsze występy w TPS. W maju 2014 zakończył karierę.
Uczestniczył w turniejach mistrzostw świata w 2002, 2003, 2004, 2005, 2006, 2007 oraz zimowych igrzysk olimpijskich 2006.

## Sukcesy

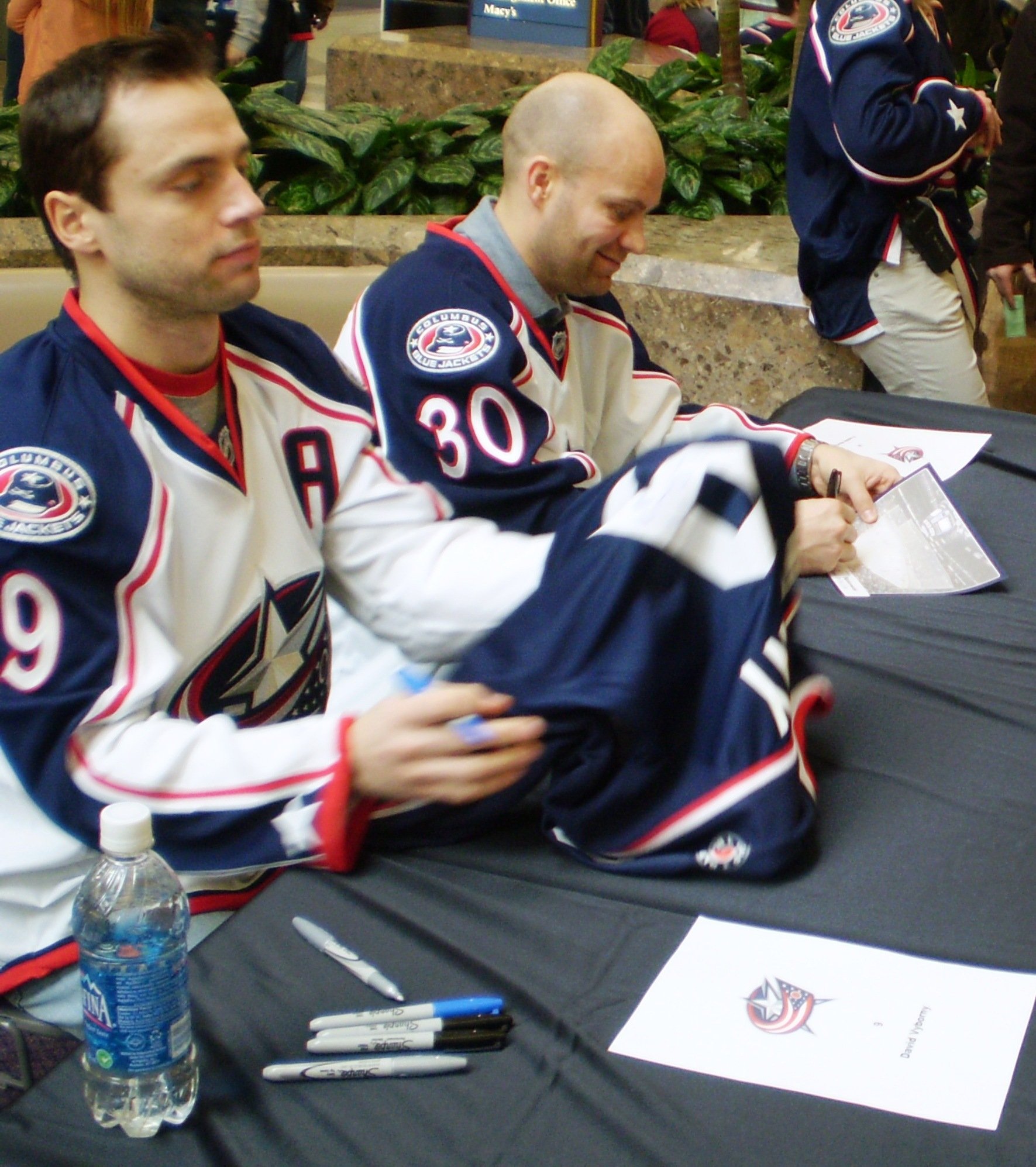
Fredrik Norrena (z prawej) w barwach Columbus Blue Jackets (2008). Obok Czech David Výborný

Reprezentacyjne
- Srebrny medal igrzysk olimpijskich: 2006
- Brązowy medal mistrzostw Świata: 2006
- Srebrny medal mistrzostw Świata: 2007

Klubowe
- Srebrny medal mistrzostw Finlandii: 1994 z TPS
- Złoty medal mistrzostw Finlandii: 1995, 1999, 2000, 2001 z TPS
- Złoty medal mistrzostw Szwecji: 2003 z Frölunda
- Złoty medal mistrzostw Rosji / Puchar Gagarina: 2009 z Ak Barsem Kazań

Indywidualne
- SM-liiga 1999/2000:
  - Pierwsze miejsce w klasyfikacji średniej goli straconych na mecz: 1,79
  - Pierwsze miejsce w klasyfikacji skuteczności interwencji: 93,5%
- SM-liiga 2000/2001:
  - Pierwsze miejsce w klasyfikacji średniej goli straconych na mecz: 1,75
- Elitserien 2003/2004:
  - Pierwsze miejsce w klasyfikacji średniej goli straconych na mecz
  - Pierwsze miejsce w klasyfikacji skuteczności interwencji
- Mistrzostwa Świata w Hokeju na Lodzie 2006/Elita:
  - Pierwsze miejsce w klasyfikacji średniej goli straconych na mecz: 1,11
  - Pierwsze miejsce w klasyfikacji skuteczności interwencji: 95,1%
- KHL (2008/2009):
  - Trzecie miejsce w klasyfikacji meczów bez straty gola wśród bramkarzy w fazie play-off: 2